# Freddy Ehlers

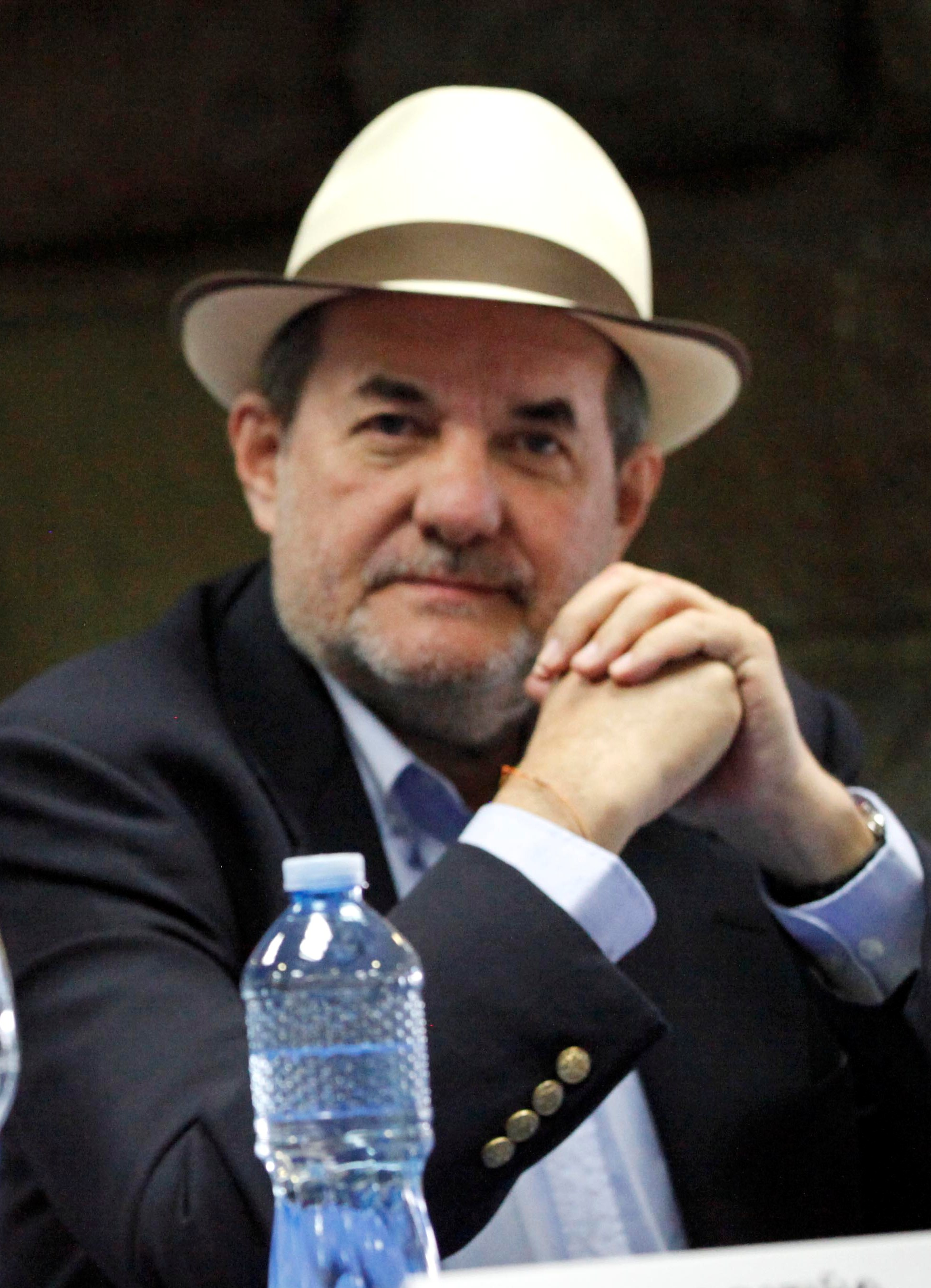
Freddy Ehlers 2012 bei der Eröffnung der Flugverbindung Quito–Lima

Federico „Freddy“ Ehlers Zurita (* 30. November 1945 in Quito) ist ein ecuadorianischer Journalist und Politiker. Er war von Mai 2010 bis Juni 2013 Tourismusminister des Landes und ist seit Juni 2013 Staatssekretär für Gutes Leben.

## Ausbildung
Freddy Ehlers hat eine juristische Ausbildung an der Universidad Central del Ecuador abgeschlossen und ein Medienstudium in den Niederlanden und den USA absolviert.

## Berufsleben
Ehlers hat als Journalist im Verlauf von dreißig Jahren an Tausende von Dokumentationen mitgewirkt. Im Jahr 1979 startete er die Serie Let’s talk about ourselves, das erste Programm mit dem Schwerpunkt auf den kulturellen und ökologischen Werten der Anden. Von 1980 bis 1988 war er Programmdirektor im Anden-Fernsehen. Im Jahr 1990 begann er mit der Produktion der Serie La Televisión über Umweltthemen; diese Sendung war nach Publikumsmeinung das erfolgreichste Programm in der Kategorie Journalismus und Meinungen in Ecuador von 1990 bis 2006.

## Politische Karriere
In den landesweiten Präsidentschaftswahlen von 1996 und 1998 kandidierte er für das Amt des ecuadorianischen Staatspräsidenten, hatte jedoch gegenüber den späteren Amtsinhabern Abdalá Bucaram (1996) und Jamil Mahuad (1998) keine Chance.
Am 20. Oktober 2002 wurde Ehlers als Repräsentant des Movimiento Cívico Nuevo País für Ecuador in das Andenparlament gewählt, Beratungs- und Kontrollorgan der Andengemeinschaft CAN. Im Verlauf seiner Dienstzeit, die im Jahr 2006 endete, war er dort Vizepräsident. Am 18. Januar 2007 wurde Ehlers für fünf Jahre zum Generalsekretär der Andengemeinschaft gewählt, als Nachfolger des Kolumbianers Alfredo Fuentes Hernández. Am 20. April 2010 reichte er seinen Rücktritt von diesem Amt ein, um in die ecuadorianische Politik zurückzukehren. Am 10. Mai 2010 wurde er von Präsident Rafael Correa zum Minister für den Tourismus ernannt.

## Auszeichnungen
Das Umweltprogramm der Vereinten Nationen UNEP verlieh ihm im Jahr 1993 den Umweltpreis „Global 500 Award“ für seine Bemühungen, das Umweltbewusstsein der Ecuadorianer zu vertiefen.